# Антін Глодзінський

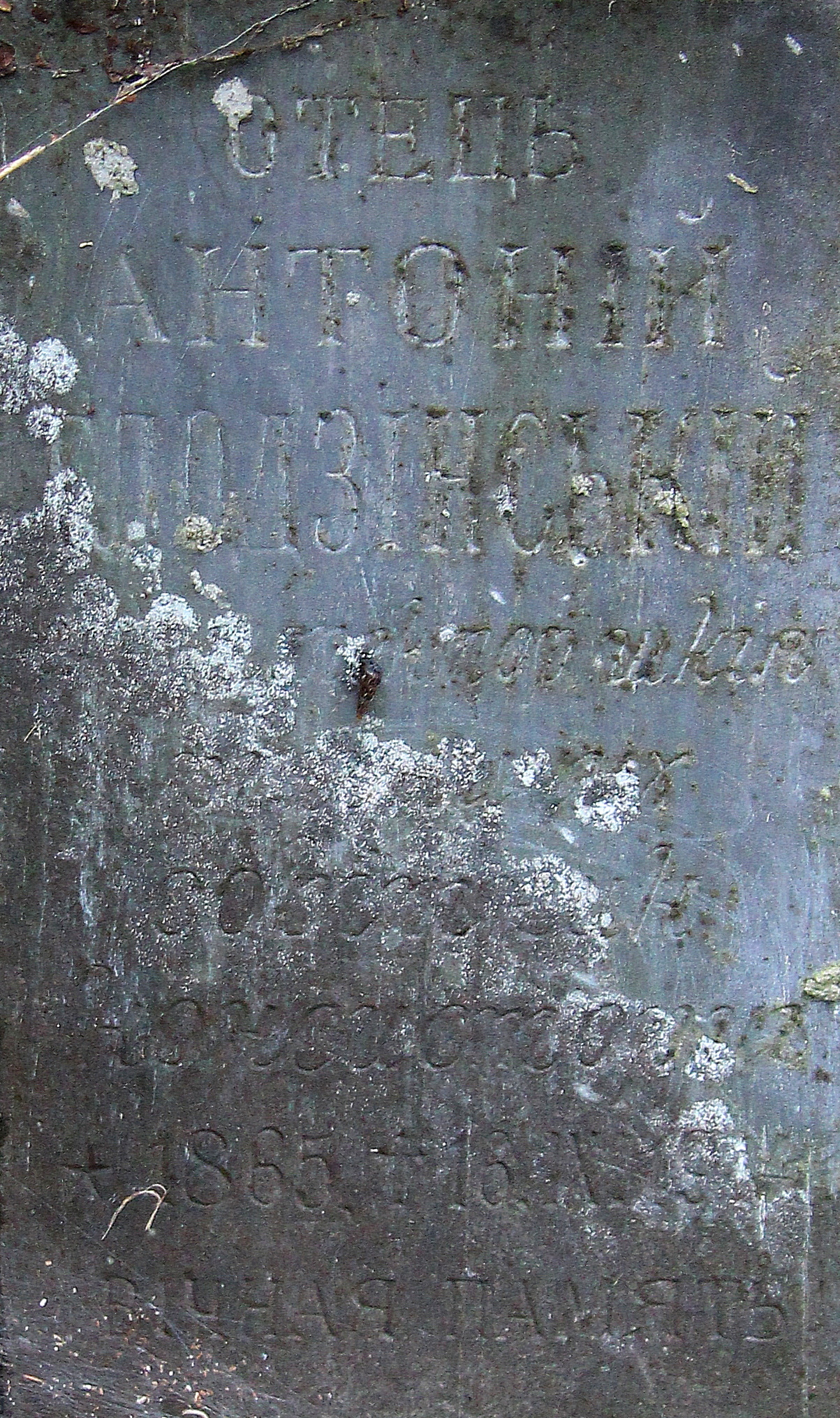
Гробівець Антіна Глодзінського на 43 полі Личаківського цвинтаря

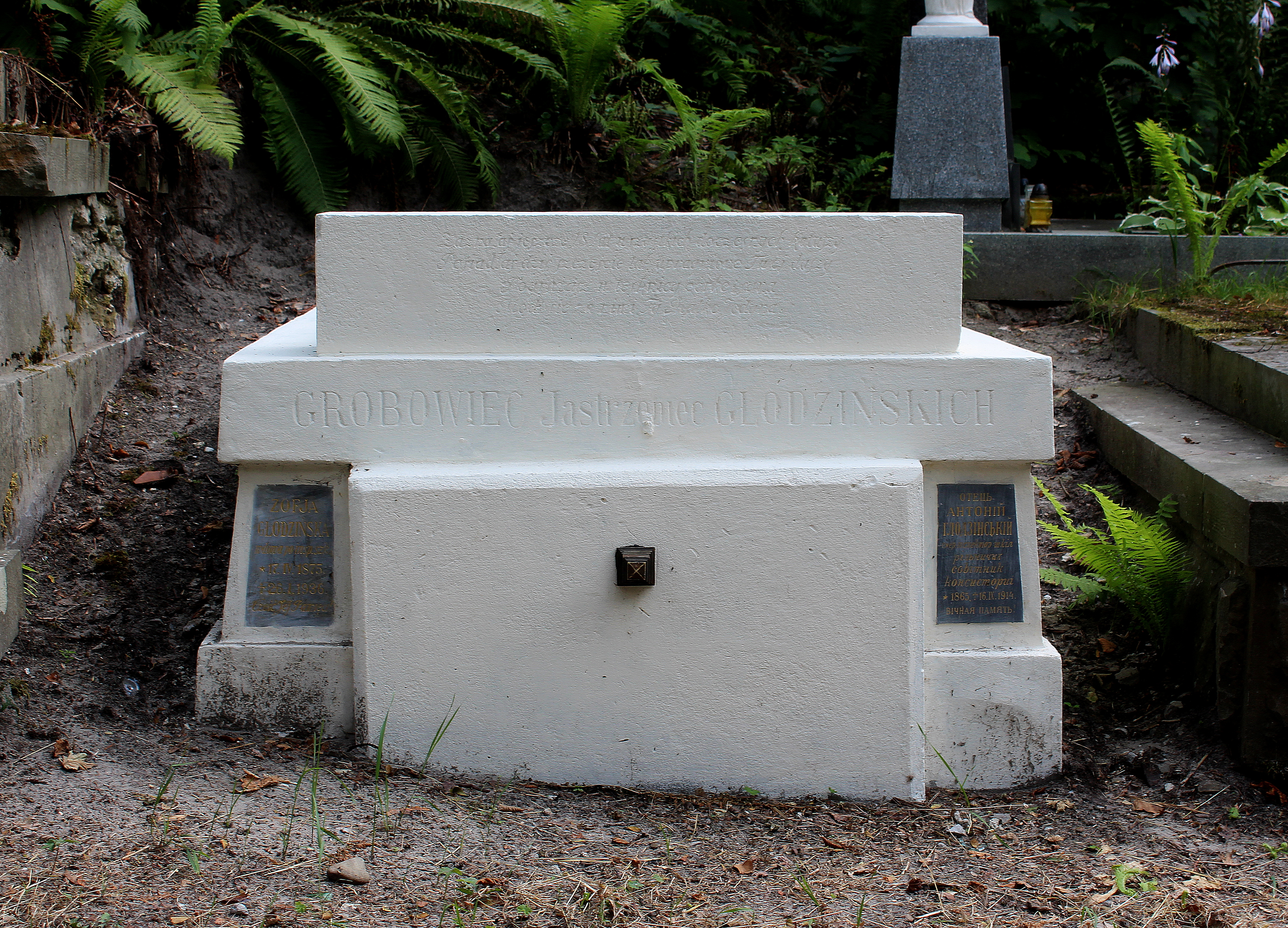
Гробівець Антіна Глодзінського на 43 полі Личаківського цвинтаря

Антін (Антон) Глодзінський (Ґлодзінський, Глодзинський) (1865 — 16 вересня 1914) — галицький релігійний та громадський діяч; священник і педагог. Син Володимира Глодзінського. Дядько по матері (вуйко) Степана Бандери.

## Біографія
Отримав теологічну освіту. Також закінчив сільськогосподарський інститут у Дублянах (тоді — Вища рільнича школа). Висвячений на священника у 1893 році. Працював катехитом у Тернополі (1893—1900), шкільним референтом у Львові (1900—1910). Був прихильником викладання сільського господарства в школах. Деякий час був інспектором рільничих шкіл. У 1910—1911 роках був адміністратором парафії в селі Балинці, а від 1911 року парохував у селі Білі Ослави.
Помер у Львові , похований у  гробівці на 43 полі Личаківського  цвинтаря.
Гробниця відремонтована у 2021 році за кошти музею "Личаківський цвинтар".

## Вибрані праці
Автор численних праць на церковну та сільськогосподарську тематику, серед яких:
- Глодзінський А. Проект організації торгівлі збожом селянським, Станиславів. — 1886. — Ч. 9
- Глодзінський А. Огород шкільний // Учитель: Орган Руського Товариства Педагогічного — 1895. — Ч. 4. — С. 58—63.
- Глодзінський А. Руські підручники до науки історії натуральної в школах середніх // Учитель: Орган Руського Товариства Педагогічного — 1897. — Ч. 7. — С. 7
- Глодзінський А. Соціальні відносини по селах // Нива — 1910. — Ч. 21–22. — С. 632—640
- Глодзінський А. Організація церковних братств // Нива — 1910. — Ч. 15—16. — С. 441—451.